# Paeonia peregrina
Paeonia peregrina — вид трав'янистих рослин родини півонієвих (Paeoniaceae), поширений у південній Європі й Туреччині. Етимологія: лат. peregrinus — «іноземний».

## Опис
Багаторічна рослина. Стебла 30–80 см, голі. Листки глибоко роздільні. Квітки червоні чи білі, вони не розкриваються повністю й мають кулясту форму; тичинки жовті. Насіння еліпсоїдне, 7.5–8.5 × 5.4–6 мм; поверхня блискуча гладка чорна. 2n=20.

## Поширення
Поширений у південній Європі від центральної Італії до Молдови, й у Туреччині. В Україні вид є широко культивованим.
Трапляється головним чином у лісі, рідше на луках.

## Галерея

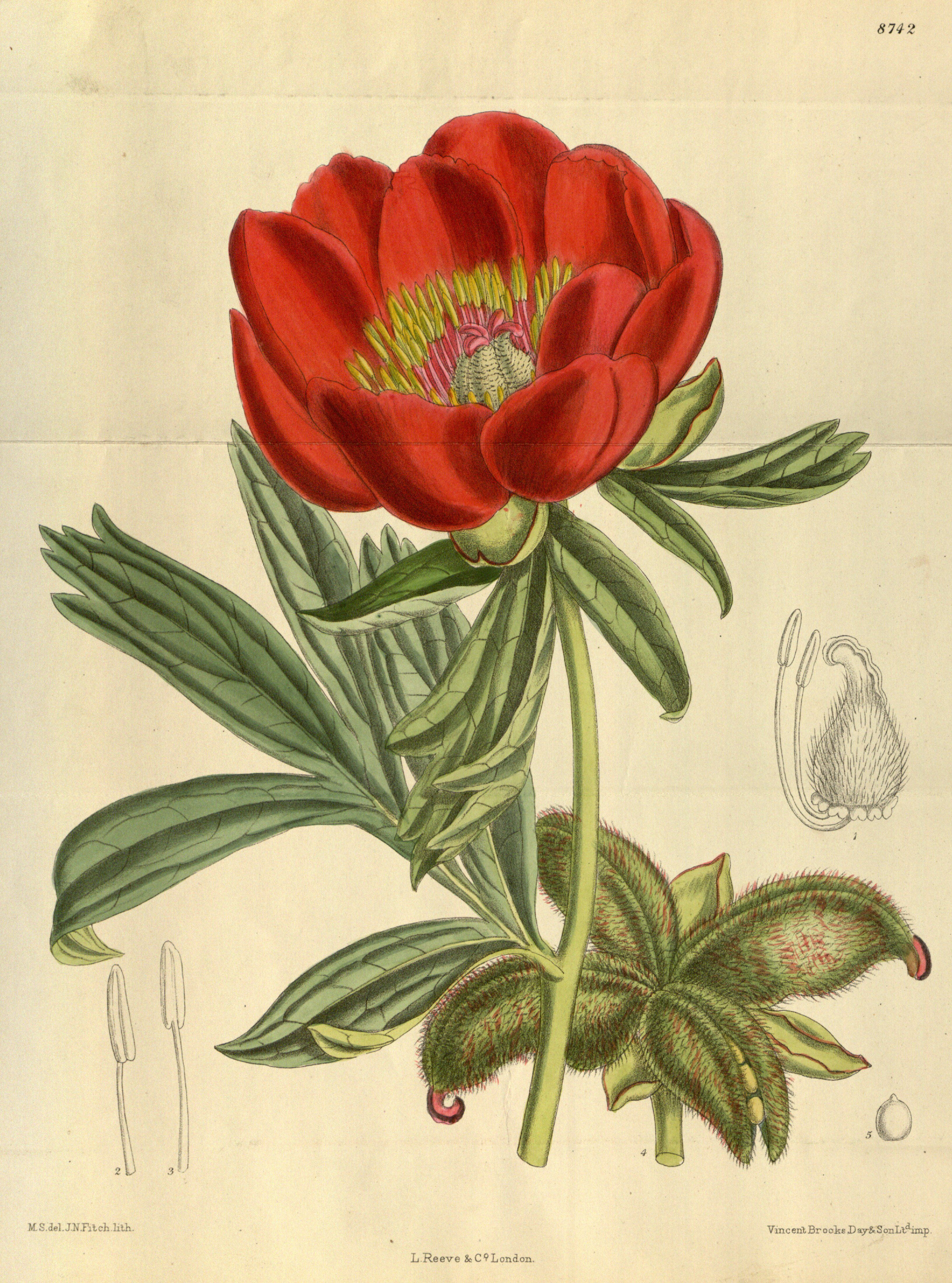
ілюстрація
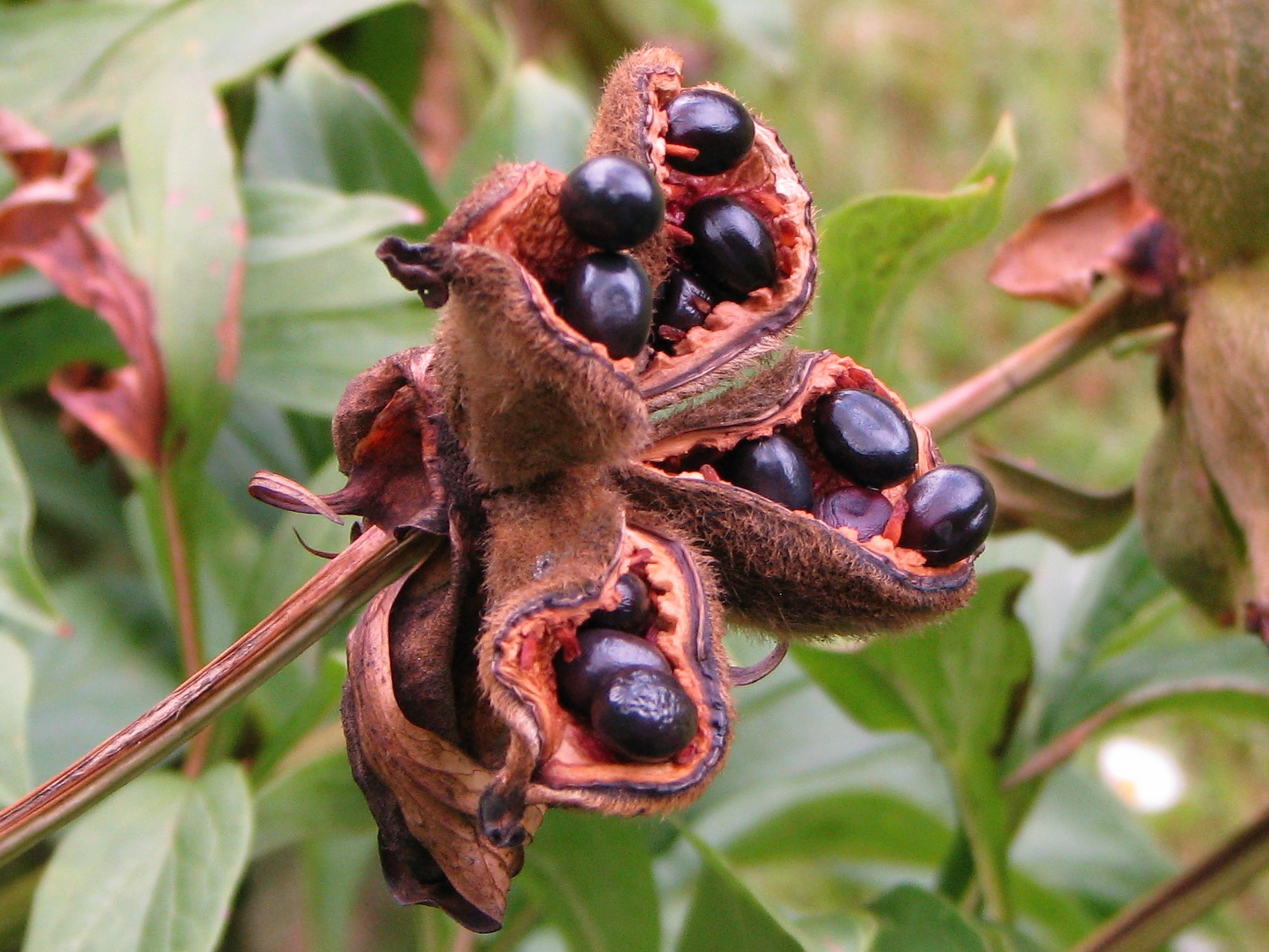
плоди й насіння